# إشتفان ساندور (لاعب كرة قدم)
إشتفان ساندور (بالأوكرانية: Шандор Іштван Дьордьович)‏ هو لاعب كرة قدم أوكراني في مركز الوسط، ولد في 19 أغسطس 1944 في Chepa ‏ في أوكرانيا. لعب مع بوشكاش أكاديميا.